# مسجد مالتبة
مسجد مالتبة (بالتركية: Maltepe Camii)‏ هو مسجد في أنقرة، تركيا. جنبا إلى جنب مع جامع خوجه تبه ، وهو واحد من أشهر المساجد في أنقرة.

## الموقع
يقع المسجد في حي مالتيبة في أنقرة. ويقع إلى الغرب من آنيت كابير.

## التاريخ

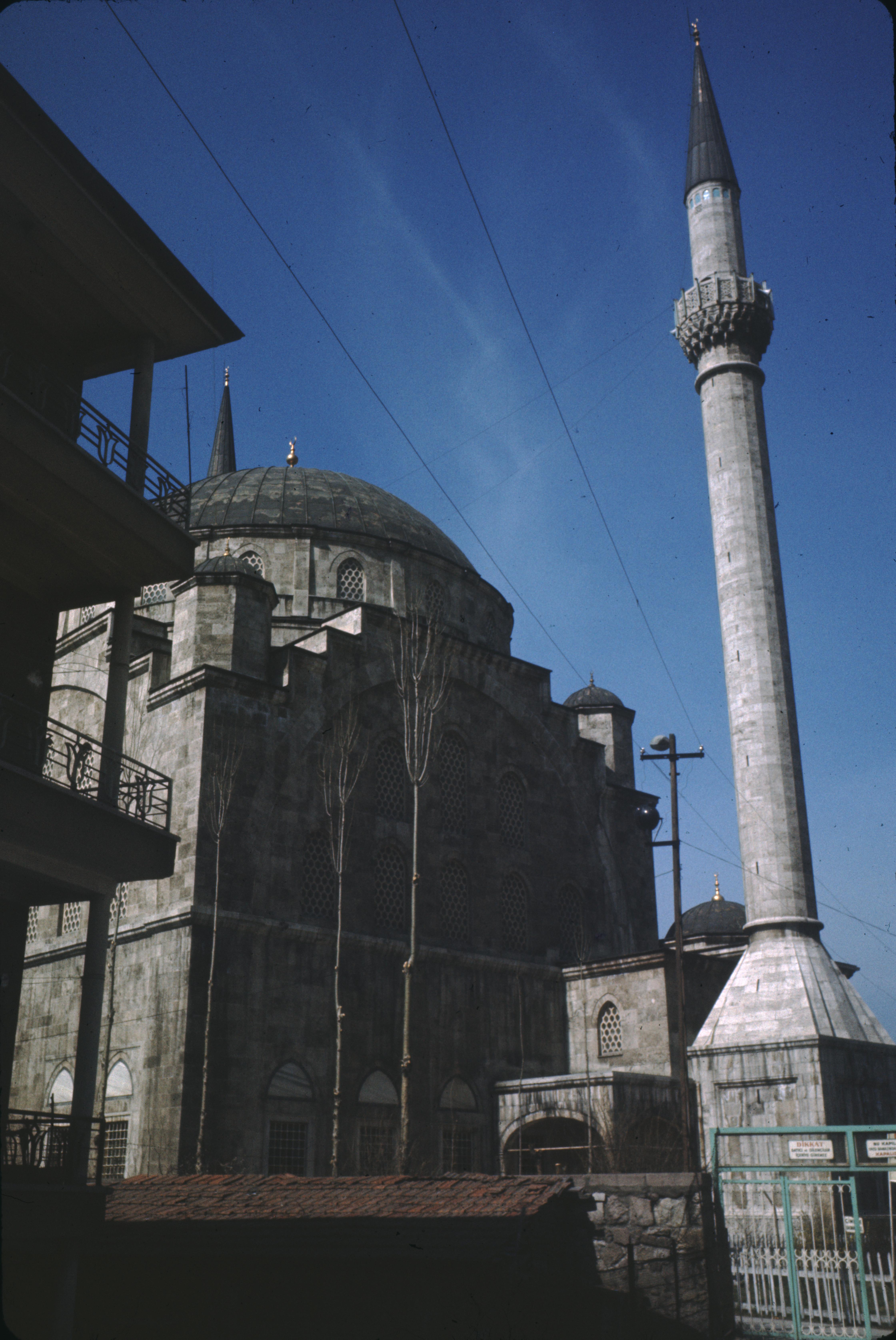
المسجد في عام 1970

تكلف ببناء المسجد منظمة غير حكومية تأسست لبناء المسجد. تم تخطيط المسجد من قبل Recai Akçay. وخصصت المساحة من قبل بلدية أنقرة. ابتدأ العمل في بناء المسجد في عام 1954 وتم الانتهاء منه في عام 1959.

## المبنى
إجمالي مساحة البناء بما في ذلك الفناء هو 7,019 متر مربع (75,550 قدم2). وهو بناء مربع طول كل جانب من جوانبه 20 متر (66 قدم). غُلفت الأمتار السفلية الخمسة من الجدران بالسيراميك. وفيه قبة واحدة خضراء يبلغ ارتفاعها 30 متر (98 قدم) ومئذنتان بشرفة واحدة لكل منهما وارتفاع المئذنة 50 متر (160 قدم).